# Festival (album Paola & Chiara)
Festival è il quarto album in studio del duo musicale italiano Paola & Chiara, pubblicato il 28 giugno 2002 dalla Columbia Records.

## Descrizione
Il disco, composto e prodotto dalle stesse sorelle Iezzi, ha avuto un buon riscontro di vendite anche se non è riuscito a eguagliare il precedente. Nell'album sono presenti molti spunti lounge e poi flamenco, musica etnica, atmosfere soul e dance: per realizzare il progetto le sorelle Iezzi hanno trascorso mesi di lavoro all’estero, prima negli Stati Uniti dopo il crollo delle Torri Gemelle, poi in Brasile e infine in Argentina.
Il disco contiene i singoli Festival, Hey! e Kamasutra, e anche il brano Muoio per te, promosso solo radiofonicamente.

## Le versioni in lingua spagnola e inglese
Erano state programmate le uscite in lingua spagnola e in inglese dell'album, che però furono bloccate per motivi sconosciuti.
L'edizione spagnola (chiamata ufficiosamente Festival Spanish) non andò in porto e le canzoni già registrate, fatta eccezione per alcune pubblicazioni secondarie all'interno di qualche singolo, vennero perlopiù scartate. I brani della versione spagnola finirono comunque in rete in maniera non ufficiale. L'unica versione inglese uscita è quella del singolo Festival, dal titolo Heart Beatin', di cui è stato realizzato anche un remix a cura del DJ Mario Fargetta. 
Tuttavia, nel 2024, a distanza di 22 anni e in occasione dell'anniversario dell'uscita di Festival, viene finalmente pubblicata in maniera ufficiale l'edizione spagnola dell'album in versione CD e LP, nonché in digitale.

## Tracce
Testi e musiche di Paola e Chiara Iezzi, eccetto dove indicato.
1. Hey! – 3:39
2. Muoio per te – 3:52
3. Un mondo pieno d'amore – 4:52
4. Un giorno di sole per me – 4:17
5. Festival – 3:36
6. Torna domani – 5:20
7. Kamasutra – 3:56
8. Comin' Around – 3:26
9. Mai, mai, mai – 4:17
10. Beautiful Maria of My Soul (Bella Maria de mi alma) – 4:21 (Robert Kraft, Arne Glimcher)
11. Arrivederci, addio – 3:14
12. Festival (Fargetta Remix) – 3:31 – Dopo un minuto di silenzio si sente la traccia fantasma Festival (Samba mix) (3:55)

### Spanish Version
Testi e musiche di Paola e Chiara Iezzi.
1. Entre tus brazos – 3:36
2. Muero por ti – 3:52
3. Un mundo lleno de amores – 4:54
4. Un día de sol – 4:18
5. Noche mágica – 3:36
6. Vuelve mañana – 5:20
7. Extasis kamasutra – 3:56
8. Comin' Around – 3:27
9. Más, más, más – 4:14
10. Bella Maria de mi alma – 4:20
11. Adios, cariño mio – 3:17
12. Festival (Fargetta Remix) – 3:27

## Formazione
- Paola Iezzi – voce
- Chiara Iezzi – voce, chitarra funky (traccia 5)
- Roberto Baldi – tastiere, programmazione, organo Hammond (traccia 2)
- Michele Monestiroli – tastiere, programmazione, viola (traccia 6), basso (traccia 7), sassofono (tracce 9-10), pianoforte (traccia 11)
- Francisco Grant – chitarra (traccia 1), chitarra requinto (traccia 5)
- Marco Guarnerio – chitarra (tracce 3, 8), chitarra acustica (tracce 4, 6, 9)
- Hugh Burns – chitarra (tracce 1-3), chitarra requinto (tracce 4, 9)
- Andrea Zuppini – chitarra (tracce 10-11)
- Cesareo – chitarra noise (traccia 7)
- Guy Pratt – basso (tracce 2-3, 5-6)
- Claudio Borrelli – percussioni (tracce 4-5, 10)
- The London Session Orchestra – archi (tracce 2-4, 6)
- Will Malone – direzione archi
- Gavyn Wright – violino
- Alessandro Branca – violoncello (traccia 11)
- Daniele Moretto – tromba (traccia 10)
- Luca Jurman – cori (traccia 2)
- Elena Ruggero – cori (traccia 2)

## Classifiche
| Classifica (2002) | Posizione massima |
| ----------------- | ----------------- |
| Italia            | 13                |
| Svizzera          | 50                |
| Spanish Version   |                   |
| Classifica (2024) | Posizione massima |
| Italia            | 51                |
| Spagna            | 90                |

Nel marzo 2023 l'album rientra nella classifica FIMI alla posizione 94 e nel settembre dello stesso anno debutta nella Classifica FIMI Vinili alla posizione numero 6. Nel giugno del 2024 la spanish version debutta alla posizione 8 della stessa classifica.